# Funker Vogt

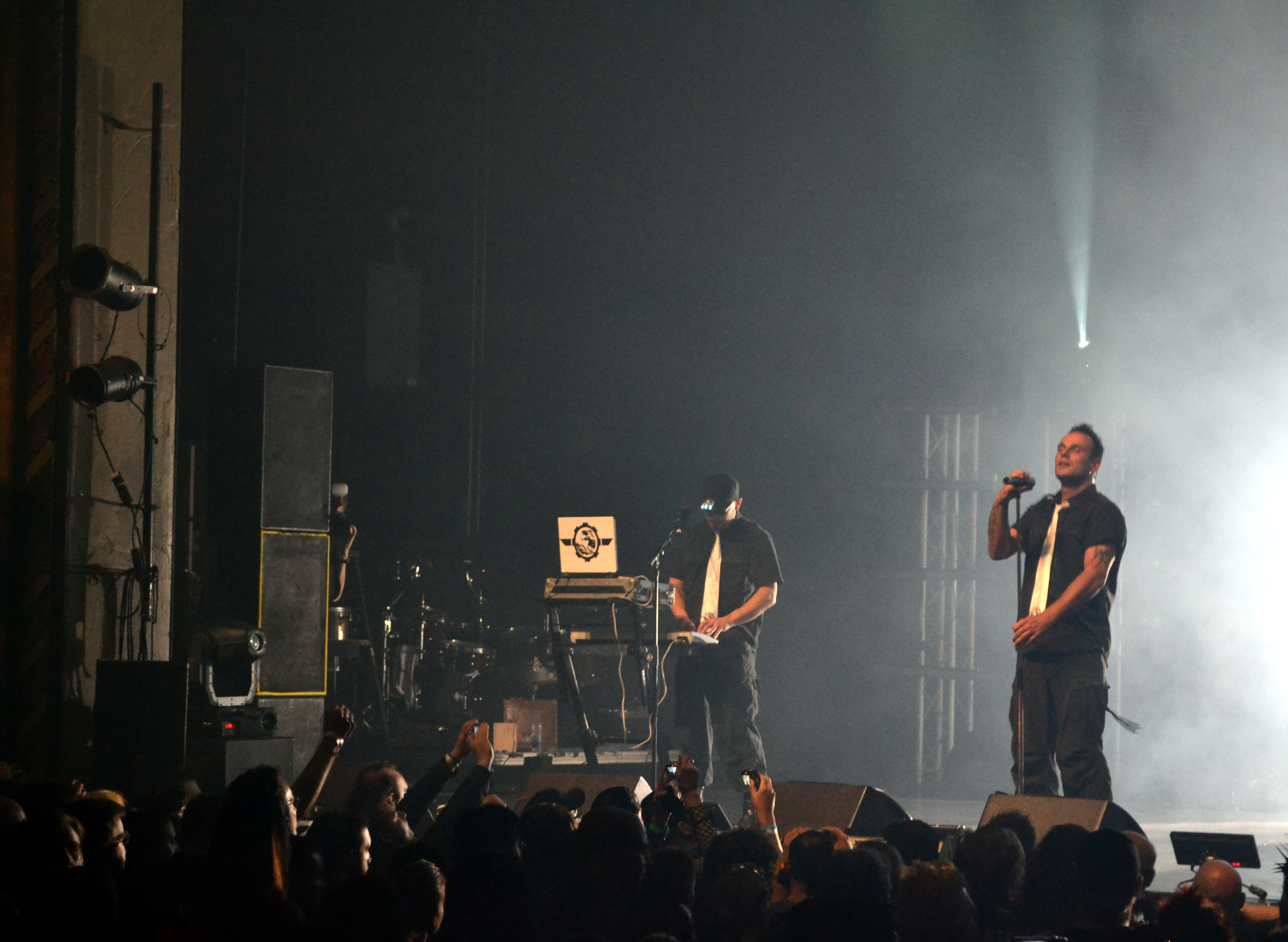
Funker Vogt, Montreal 2011

Funker Vogt is een Duitse elektroband, die in 1995 in Hamelen gesticht werd.
Oprichters Jens Kästel en Gerrit Thomas hadden een vriend die Funker - een soort soldaat die voor de telecommunicatie instaat - bij het Duitse leger was, en wiens familienaam Vogt luidde; vandaar de naam Funker Vogt. Oorspronkelijk was de band een nevenproject van Ravenous. Frank Schweigert en Björn Böttchert vervoegden zich later bij de groep.
De zanger van Funker Vogt is Jens Kästel; in de eerste albums werd zijn stem steevast met elektronische hulpmiddelen sterk vervormd. De oorspronkelijke stijl was bijzonder kale, ruwe elektro met agressieve beats, met teksten die veelal in het Duits waren. Door de jaren heen is de groep meer Engelstalige songs gaan maken, en men kan een zekere stilistische evolutie opmerken. De stemvervorming werd vaker achterwege gelaten, en af en toe ging men ook echte gitaren gebruiken. Het harde karakter is behouden, dat echter steeds met duidelijk onderscheidbare melodieën samenging. De teksten van Funker Vogt hebben een typische thematiek, die grotendeels gekenmerkt wordt door geweld en oorlog. De meerderheid van de songs handelt over conflicten, brutaliteiten en onrechtvaardigheid. In het elektro-milieu bekende nummers zijn onder andere 'Tragic Hero', 'The Voices of the Dead' en 'Maschine Zeit'.
Funker Vogt-nummers worden veel geremixt door andere groepen, en zelf heeft de band verschillende herwerkingen van songs gemaakt die bijvoorbeeld van Front 242, L’âme Immortelle of Das Ich stammen.
De band heeft een sterke reputatie in de gothicscene opgebouwd. Gerrit Thomas stichtte daarnaast het project 'Fictional'.

## Discografie
- 1996 Thanks for Nothing
- 1997 Words of Power
- 1997 Take Care!
- 1997 We Came to Kill
- 1998 Killing Time Again (ook in VS-versie)
- 1998 Execution Tracks (ook in VS-versie)
- 1998 Tragic Hero
- 1998 Remix War - Strike 4
- 2000 Gunman
- 2000 Maschine Zeit
- 2000 T
- 2001 Subspace
- 2001 Code 7477 (enkel in de VS)
- 2002 Date of Expiration
- 2002 Survivor (ook in VS-versie)
- 2003 Red Queen
- 2003 Revivor (ook in VS-versie)
- 2004 Always and Forever Vol. 1
- 2005 Fallen Hero
- 2005 Navigator
- 2006 Always and Forever Vol. 2
- 2007 Aviator (ook in VS-versie)
- 2007 Club-Pilot (beperkte uitgave, enkel met een bon uit het album Aviator verkrijgbaar op de tournee 'Aviatour 2007')